# Isak Persson (handbollsspelare)
Isak Persson, född 7 november 2000, är en svensk handbollsspelare. Han är vänsterhänt och spelar som högersexa.

## Klubbkarriär
Isak Persson debuterade för Lugi i handbollsligan 2018 och gjorde sitt första mål 1 oktober 2018 på straff. Under säsongen 2018/19 spelade han 17 matcher i Lugi och stod för 12 mål, året efter 30 matcher med 59 mål. Sin tredje säsong 2020/21 vann han skytteligan i Handbollsligan med 177 gjorda mål på 28 matcher, och blev uttagen till säsongens All-Star Team.
2022 började han spela för tyska Bergischer HC. Sedan 2024 spelar han för toppklubben SC Magdeburg.

## Landslagskarriär
Isak Persson deltog i U19-VM 2019, medan nästa säsong med U21-landslaget 2020 blev inställd på grund av Coronaviruspandemin. Han blev uttagen till att spela två landskamper mot Danmark med U21-landslaget 2021.
I juni 2021 fick han följa med A-landslaget på träningsläger. I november 2021 fick han vara med i truppen i landskamp mot Polen, men fick ingen speltid. Han mästerskapsdebuterade i EM 2022 i match mot Ryssland, efter att ha blivit inkallad på grund av Covid-19-smitta i truppen, och gjorde då sitt första A-landslagsmål. I sin andra EM-match landade han illa och fick en spricka i båtbenet i höger hand. Han fick därmed lämna EM.

## Privatliv
Isak Persson är son till tidigare handbollsspelaren Jonas Persson.